# Цзинь Чжуанлун
Цзинь Чжуанлун (кит. 金壮龙, род. март 1964, Динхай, Чжэцзян) — китайский бизнесмен и политический деятель, министр промышленности и информатизации КНР со 2 сентября 2022 года и секретарь партийного отделения КПК Министерства с 29 июля 2022 года.
Ранее первый заместитель заведующего Канцелярией Комитета ЦК КПК по развитию военно-гражданской интеграции (2017—2022), председатель совета директоров авиастроительной корпорации Commercial Aircraft Corporation of China, Ltd. (COMAC) в 2012—2017 гг., генеральный директор COMAC (2008—2012), ответственный секретарь Комитета оборонной науки, техники и оборонной промышленности при Госсовете КНР (2004—2006).
Кандидат в члены ЦК КПК 17 и 18-го созывов, член Центрального комитета Компартии Китая 19 и 20-го созывов.

## Биография
Родился в марте 1964 года в уезде Динхай, провинция Чжэцзян. Окончил среднюю школу в Чжоушане.
В 1982 году поступил в Бэйханский университет, учился по специальности «проектирование воздушных судов и крылатых ракет». В мае 1984 года вступил в Коммунистическую партию Китая. Затем учился в Шанхайской академии космических технологий, в 1989 году получил диплом магистра в технических науках. В 2003 году защитил диссертацию в Фуданьском университете, доктор философии (PhD) в экономических науках. Позднее проходил обучение в Центральной партийной школе КПК.
В июне 1989 года принят на работу в Восьмой департамент Шанхайского аэрокосмического агентства, где последовательно занимал должности технического специалиста, руководителя инженерной группы, заместителя главы исследовательского управления, помощника инженера и старшего инженера. В мае 1993 года назначен заместителем директора, в феврале 1996 года директором Восьмого департамента, а в январе 1998 года возглавил Шанхайское аэрокосмическое агентство.
В июне 1999 года переведён в Китайскую аэрокосмическую научно-техническую корпорацию, в декабре 2001 года вступил в должность заместителя генерального директора корпорации.
В июне 2004 года назначен ответственным секретарём Комитета оборонной науки, техники и оборонной промышленности при Госсовете КНР и заместителем главы Китайского национального космического управления по совместительству.
С июля 2005 года — заместитель председателя Комитета оборонной науки, техники и оборонной промышленности при Госсовете КНР и одновременно заместитель руководителя Рабочей группы по проекту создания большого пассажирского самолёта.
В марте 2008 года вступил в должности генерального директора, заместителя председателя совета директоров и заместителя секретаря партотделения КПК авиастроительной корпорации Comac. С января 2012 года — председатель совета директоров и секретарь партотделения КПК Comac.
С июня 2017 года — первый заместитель заведующего Канцелярией вновь образованного Комитета ЦК КПК по развитию военно-гражданской интеграции в ранге министра Центрального правительства.
29 июля 2022 года назначен секретарём партийного отделения КПК Министерства промышленности и информатизации КНР, сменив на этом посту Сяо Яцина, против которого Центральной комиссией КПК по проверке дисциплины были инициированы следственные мероприятия по подозрению в «нарушении партийной дисциплины и законодательства».
2 сентября 2022 года решением 36-й сессии Постоянного комитета Всекитайского собрания народных представителей 13-го созыва утверждён в должности министра промышленности и информатизации КНР.